# Materiały biblioteczne

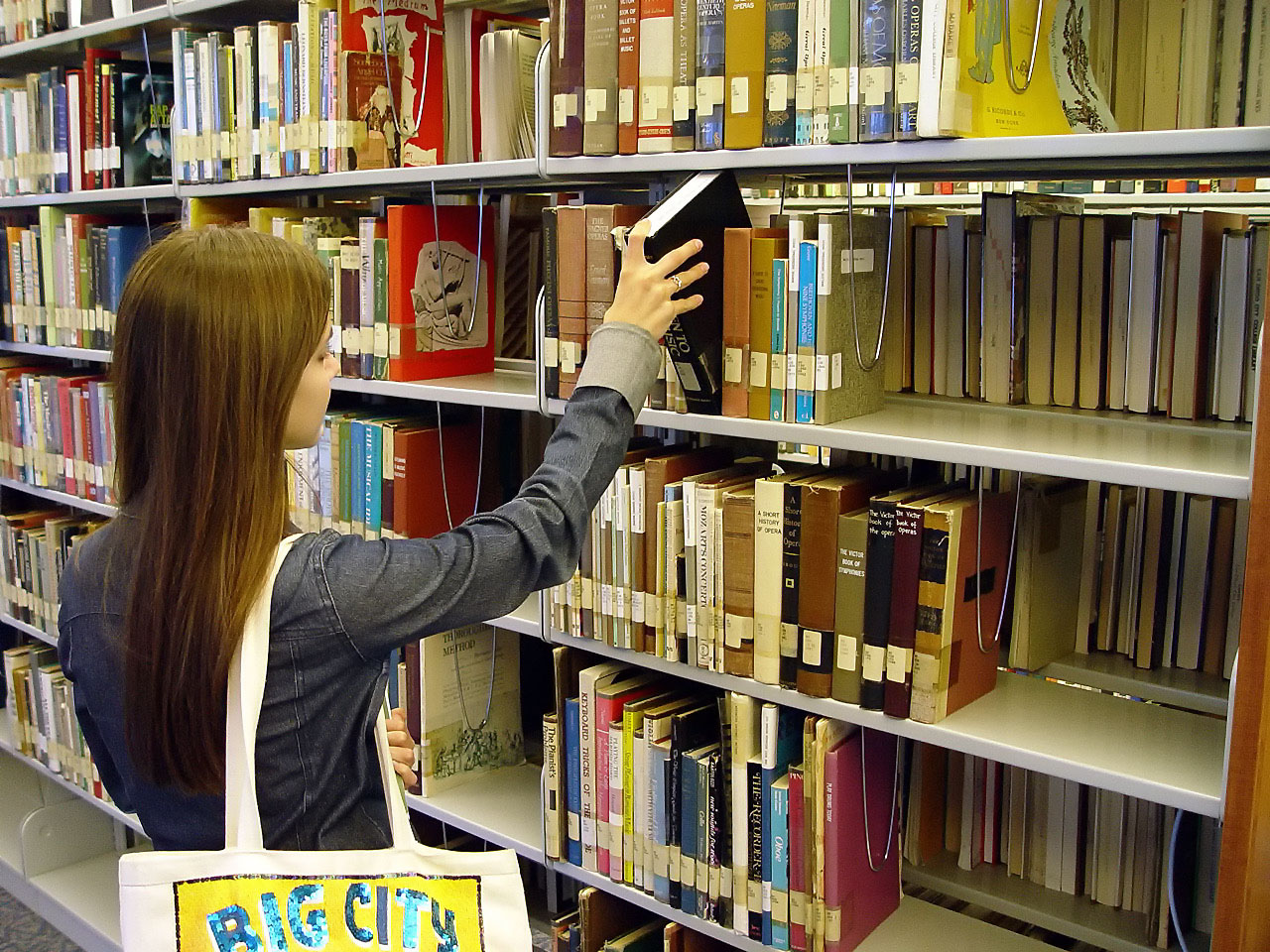
Opracowane materiały biblioteczne na regale biblioteki w USA

Materiały biblioteczne – dokumenty zawierające utrwalony wyraz myśli ludzkiej, przeznaczone do rozpowszechniania, niezależnie od nośnika fizycznego i sposobu zapisu treści, a zwłaszcza.
Materiałami bibliotecznymi są różne rodzaje dokumentów, które są gromadzone w bibliotekach, w przeciwieństwie do materiałów muzealnych czy archiwaliów.

## Dokumenty graficzne
- piśmiennicze to dokumenty, których treść wyrażona jest za pomocą pisma
  - Publikowane – książka, czasopismo, artykuł w czasopiśmie lub pracy zbiorowej, norma, opis patentowy, literatura firmowa, materiały z konferencji, zjazdów, wystaw, sympozjów naukowych, prace doktorskie i habilitacyjne, dokumenty prawne itp.
  - Niepublikowane – sprawozdania z prac naukowo-badawczych, sprawozdania z podróży służbowych, prace magisterskie, doktorskie, materiały z kongresów, konferencji, sympozjów, targów, wystaw, prace naukowo-badawcze, projektowe, zestawienia tematyczne.
- kartograficzne – Dokumenty kartograficzne obejmują wszystkie zmniejszone wyobrażenia całości i części ziemi, innych planet lub nieba, sporządzone według ustalonych zasad, bez względu na to czy są zaopatrzone w tekst objaśniający, czy nie. Ze względu na formę zewnętrzną dzielą się na mapy i plany (luźne i zgrupowane w atlasy) składane i ścienne, globusy oraz płaskie modele powierzchni ziemi[3].

Zbiory muzyczne
- ikonograficzne – Do zbiorów ikonograficznych zaliczamy zarówno rysunki i ryciny oryginalne, jak też ich reprodukcje mechaniczne lub fotograficzne. W bibliotekach gromadzi się je z uwagi na ich istotną funkcję historyczno-dokumentacyjną i wystawienniczą.
- muzyczne – składają się na nie nuty, tj. rękopiśmienne i drukowane dokumenty zapisane „notacją muzyczną"

## Dokumenty niepiśmiennicze
- Dokumenty dźwiękowe – płyty i taśmy dźwiękowe, czyli dokumenty, w których dźwięk został zapisany mechanicznie lub elektronicznie (płyty gramofonowe, taśmy magnetofonowe, płyty kompaktowe).
- audiowizualne – Dokumentami audiowizualnymi nazywamy dokumenty, w których utrwalona treść jest odbierana przez wzrok bądź słuch lub przez wzrok i słuch jednocześnie. Stosownie do tej klasyfikacji wyróżnia się dokumenty:
- oglądowe (wizualne)- oprócz już wyszczególnionych ikonografii i wydawnictw kartograficznych, do tej grupy należą też — w aspekcie odbioru – nieme filmy, dokumenty wtórne (reprodukcje tekstów), afisze, plakaty, widokówki, reprodukcje dzieł sztuki.
- dokumenty słuchowe (audialne) – dokumenty dźwiękowe.
- oglądowo-słuchowe (audiowizualne) – Cechą wspólną zbioru dokumentów audiowizualnych jest konieczność ich odbioru za pomocą specjalnej aparatury.  Dokumenty oglądowo-słuchowe są reprezentowane w bibliotekach przez filmy dźwiękowe i wideokasety[3].
- dokumenty elektroniczne – Dokumentami informatycznymi lub elektronicznymi nazywamy informacje zapisane za pomocą techniki informatycznej (komputerowej) na elektronicznych nośnikach informacji — dyskach elastycznych i dyskach optycznych[4].